# Еквіфінальність систем
Еквіфінальність систем — здатність складних систем досягати однакового кінцевого стійкого стану у процесі свого розвитку при різних стартових умовах і різними шляхами. Поняття ввів Людвиг фон Берталанфі як складову загальної теорії систем.

## Еквіфінальність для різних систем
Стосовно до організаційних змін ця концепція означає, що заключний стан змін, що припускає зростання ефективності організації (або реалізацію інших цілей змін), може бути досягнуто шляхом використання різноманітних методів, що розрізняються траєкторій змін.
У бізнесі еквіфінальність передбачає, що фірми можуть встановлювати аналогічні конкурентні переваги на основі принципово різних компетенцій.
У психології еквіфінальність визначає, що різний ранній досвід життя (наприклад, розлучення батьків, фізичне насильство) можуть призвести до подібних результатів (наприклад, депресії).
У археології еквіфінальність встановлює, що різні історичні процеси можуть призвести до схожого результату або соціального формування. Наприклад, розвиток сільського господарства або луків і стріл стався у багатьох різних районах світу, але з різних причин і через різні історичні траєкторії. Це висвітлює, що узагальнення на основі міжкультурних порівнянь не можна зробити некритично.
У геоморфології термін еквіфінальність вказує, що подібні форми можуть формуватися в результаті зовсім різних наборів процесів.
У дослідженні моделювання навколишнього середовища, і особливо в гідрологічному моделюванні, дві моделі є еквівалентними, якщо вони призводять до однаково прийнятного або поведінкового представлення спостережуваних природних процесів. Це ключова концепція оцінки того, наскільки невпевнені гідрологічні прогнози.